# Johnny Carey
Johnny Carey, född 23 februari 1919, död 19 augusti 1995, var en irländsk fotbollsspelare och -tränare.
Carey föddes i Dublin där han inledde sin fotbollskarriär i St. James Gate. Som 17-åring värvades han av Manchester United för 250 pund och han gjorde A-lagsdebut mot Southampton i september 1937. Andra världskriget tvingade fram ett uppehåll i fotbollskarriären och under kriget tjänstgjorde han i Italien och Mellanöstern. Carey hade värvats till Manchester United som vänsterinner, men efter kriget skolades han om till ytterback. Som lagkapten ledde han sitt lag till seger i FA-cupen 1948 och till ligatiteln 1952. Carey var även landslagsman och en av få spelare som representerat både Irland (FAI) och Irland (IFA). Han spelade 27 landskamper (tre mål) för Irland (FAI) och nio för Irland (IFA). 1947 var han lagkapten för Övriga Europa i en match mot Storbritannien och 1949 blev han utsedd till Årets spelare i England.
Efter 344 matcher och 18 mål för Manchester United avslutade Carey spelarkarriären i maj 1953. Han fick ett erbjudande om ett tränarjobb i Manchester United, men i augusti samma år tog han över som huvudtränare i Blackburn Rovers. Efter fem år i Blackburn blev Carey i oktober 1958 tränare i Everton. Efter två mindre bra säsonger (sextonde respektive femtonde plats i ligan) ledde han Everton till klubbens bästa placering sedan andra världskriget, men trots en femteplats säsongen 1960/61 fick Carey sparken i april 1961. I augusti 1961 tog han över som tränare i Leyton Orient, som han under sin första säsong förde upp i division ett. Följande säsong kom laget dock sist i serien och Carey drog vidare till Nottingham Forest. Säsongen 1966/67 ledde han Nottingham Forest till semifinal i FA-cupen samt till andra plats i ligan. Carey ledde laget fram till och med 1968 och två år senare återvände han till Blackburn Rovers, där han säsongen 1970/71 kom att avsluta tränarkarriären med att leda laget till näst sista plats i division två.